# Heddesbach
Heddesbach este o comună din landul Baden-Württemberg, Germania.